# Steal Nouvel de Sima
Maillots
Le Steal Nouvel Football Club de Sima (en arabe : ستيل نوفال سيما), plus couramment abrégé en Steal Nouvel, est un club comorien de football fondé en 1970 et basé à Sima, sur l'île d'Anjouan.

## Palmarès
| Compétitions nationales | Compétitions régionales                                                                                                   |
| --- | --- |
| - Championnat des Comores : - Vice-champion : 2009, 2015, 2019, 2022 et 2023. - Coupe des Comores (1) : - Vainqueur : 2012. | - Championnat d'Anjouan (8) : - Champion : 2009, 2011, 2012, 2015, 2016, 2019, 2022, 2023 - Vice-champion : 2013 et 2024. |